# Dilermando Pinheiro
Dilermando Pinheiro (Rio de Janeiro, 1917 - Rio de Janeiro, 1975) est un chanteur, compositeur et acteur brésilien.

## Biographie

### Jeunesse
Dilermando Pinheiro naît le 28 septembre 1917 sur le Morro do Pinto, dans le quartier de São Cristóvão à Rio de Janeiro.
Il reste toute sa vie dans son quartier natal. En 1930, il joue du pandeiro dans la Banda de Seu Basílio. Inspiré par Luís Barbosa, Pinheiro commence à utiliser un chapeau de paille — qu'il surnomme Stradivarius — comme instrument de percussion pour accompagner ses sambas, ce qu'il fait pendant une vingtaine d'années.

### Carrière
Dilermando Pinheiro commence sa carrière artistique en 1936 en apparaissant sur différentes radios. En 1939, il forme le duo A dupla onze avec le chanteur Cyro Monteiro pour se produire à la radio.
En 1955, il a enregistré avec le tromboniste Raul de Barros (pt) le disque Trombone zambado - Raul de Barros e Dilermando Pinheiro, sur le label Rádio. L'année suivante, il enregistre les sambas Até amanhã, de Noel Rosa et Estão batendo, de Valfrido Silva et Gadé, A Lalá e o Lelé, de Manezinho Araújo (pt) et Jaime Brito et Seu Libório, de Braguinha et Alberto Ribeiro (pt).
La même année, il sort son premier disque, Sambas do passado volume 1 puis en 1957 Sambas do passado volume 2 — les deux chez Musidisc —. Il enregistre ensuite plusieurs morceaux chez Polydor et Polydisc.
Ostracisé un temps, Pinheiro s'éloigne de la vie artistique et travaille comme inspecteur des élèves au Collège anglo-américain.
Il revient dans l'industrie musicale après avoir été invité à participer avec Cyro Monteiro au spectacle « Telecoteco opus nº 1 », publié sur un disque du même nom, lequel devient une référence de la samba du début des années 1960,.
Pinheiro poursuit également une carrière d'acteur, apparaissant dans Terra da Perdição et Rio à Noite, tous deux sortis en 1962.
Dilermando Pinheiro meurt le 10 mai 1975 à Rio de Janeiro d'une crise cardiaque quelques minutes avant de participer à l'émission « Rio dá samba » sur TV Rio, en hommage au vingtième anniversaire de la mort du compositeur Geraldo Pereira.